# Azud Manuel Lorenzo Pardo

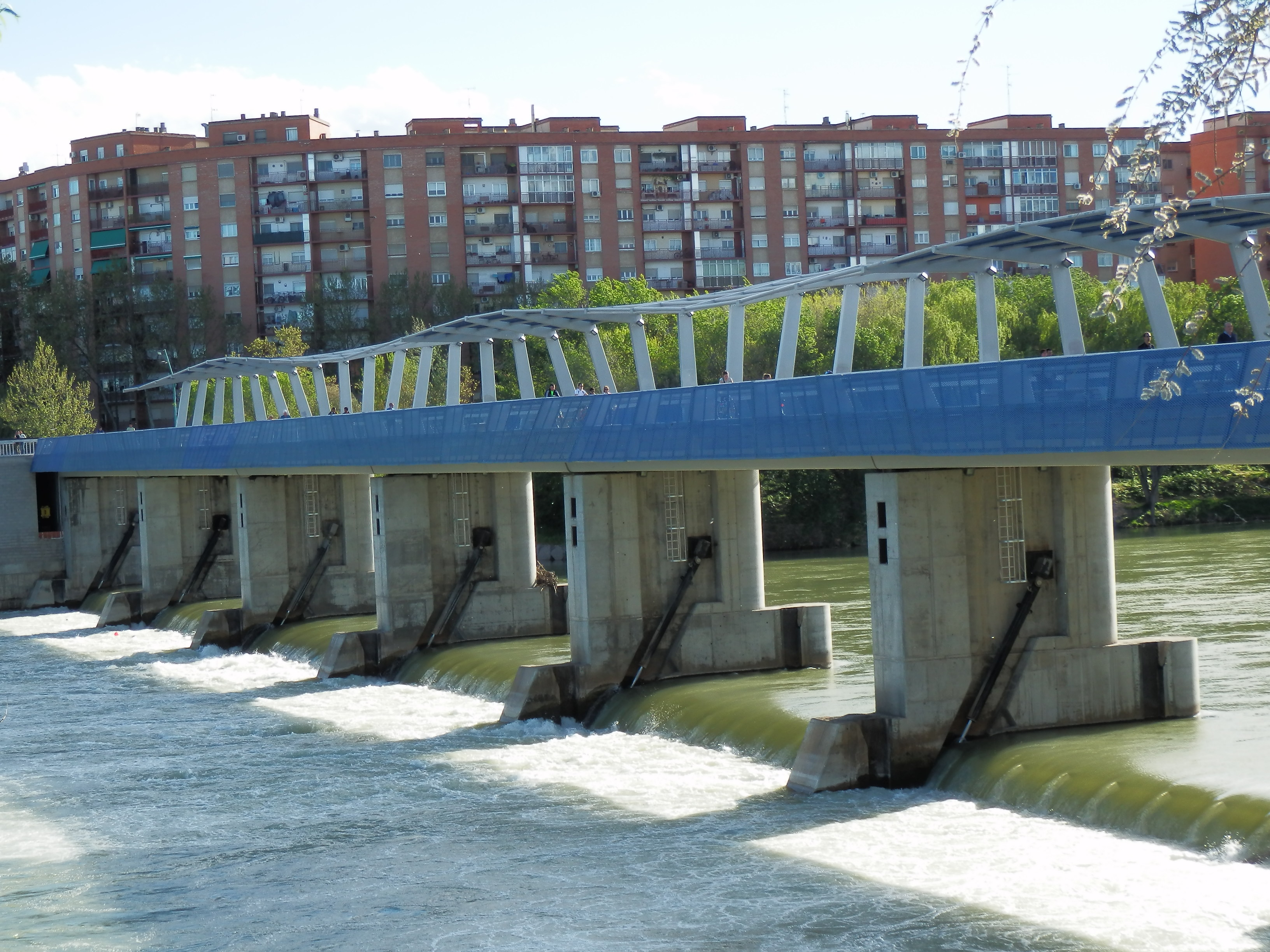
Azud Lorenzo Pardo.

El Azud Manuel Lorenzo Pardo (en honor de Manuel Lorenzo Pardo, ingeniero de caminos, canales y puertos fundador de la Confederación Hidrográfica del Ebro) o también Azud del Ebro es un azud sobre el río Ebro a su paso por Zaragoza.
Construido con motivo de la Exposición Internacional Zaragoza 2008 tiene como primer objetivo garantizar un flujo estable de agua en el río para permitir su navegabilidad entre el azud (en el barrio de Vadorrey) y la entrada del Ebro en Zaragoza por el meandro de Ranillas. Fue inaugurado el 10 de junio de 2008 y ha sido causa de una gran polémica, tanto por la oposición de grupos ecologistas al azud y las obras de dragado necesarias para el servicio de barcos instaurado como por el elevado coste del proyecto, denunciado por la oposición municipal.
El azud incluye una pasarela peatonal entre Vadorrey, a la altura de Nobleza Baturra en la Margen Izquierda y Las Fuentes, a la altura de la calle Fray Luis Urbano. Está compuesto por ocho esclusas que suman 200 metros además de las instalaciones de control y puerto fluvial.
El diseño del espacio peatonal es original del arquitecto Isidro Navarro Delgado.

## Galería

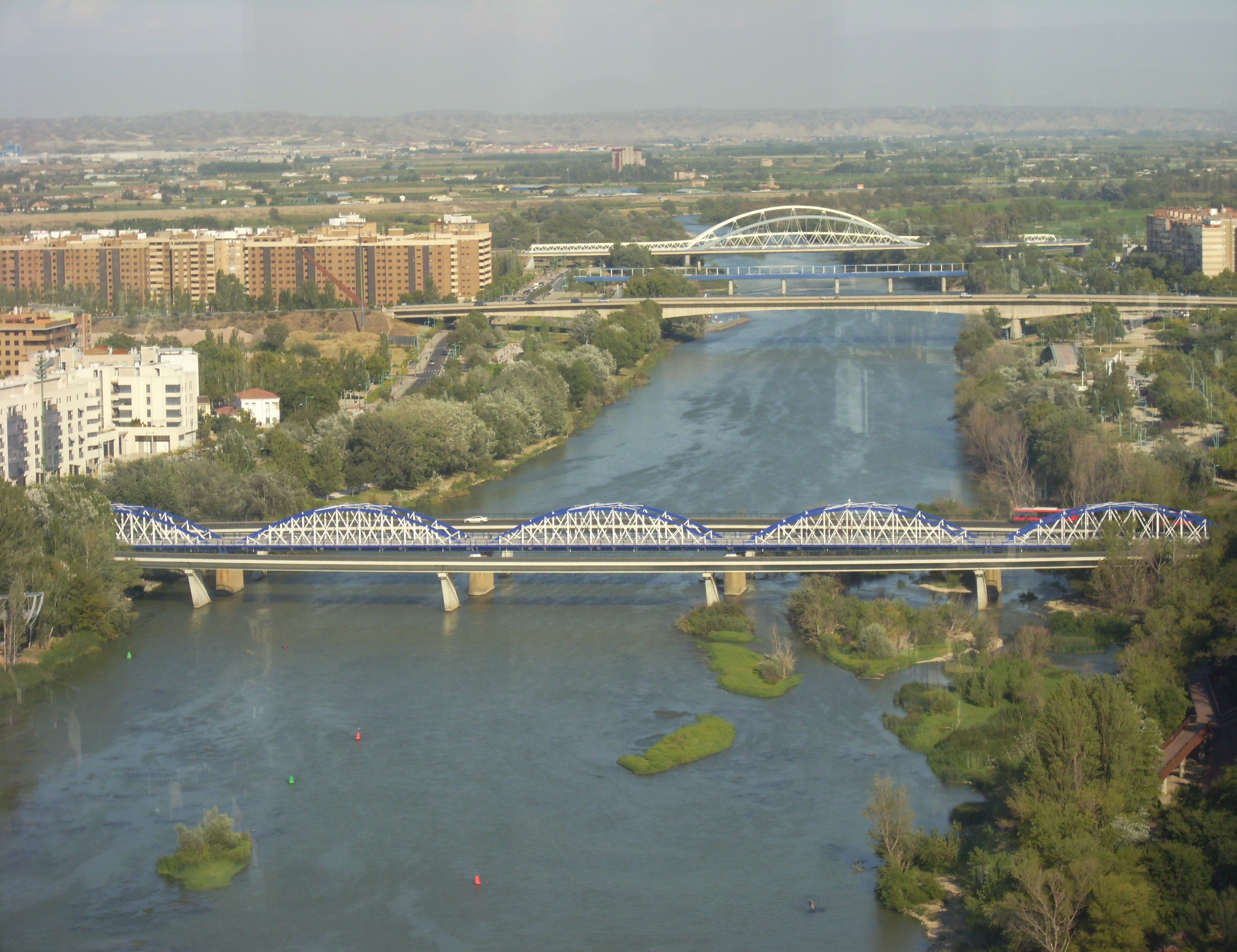
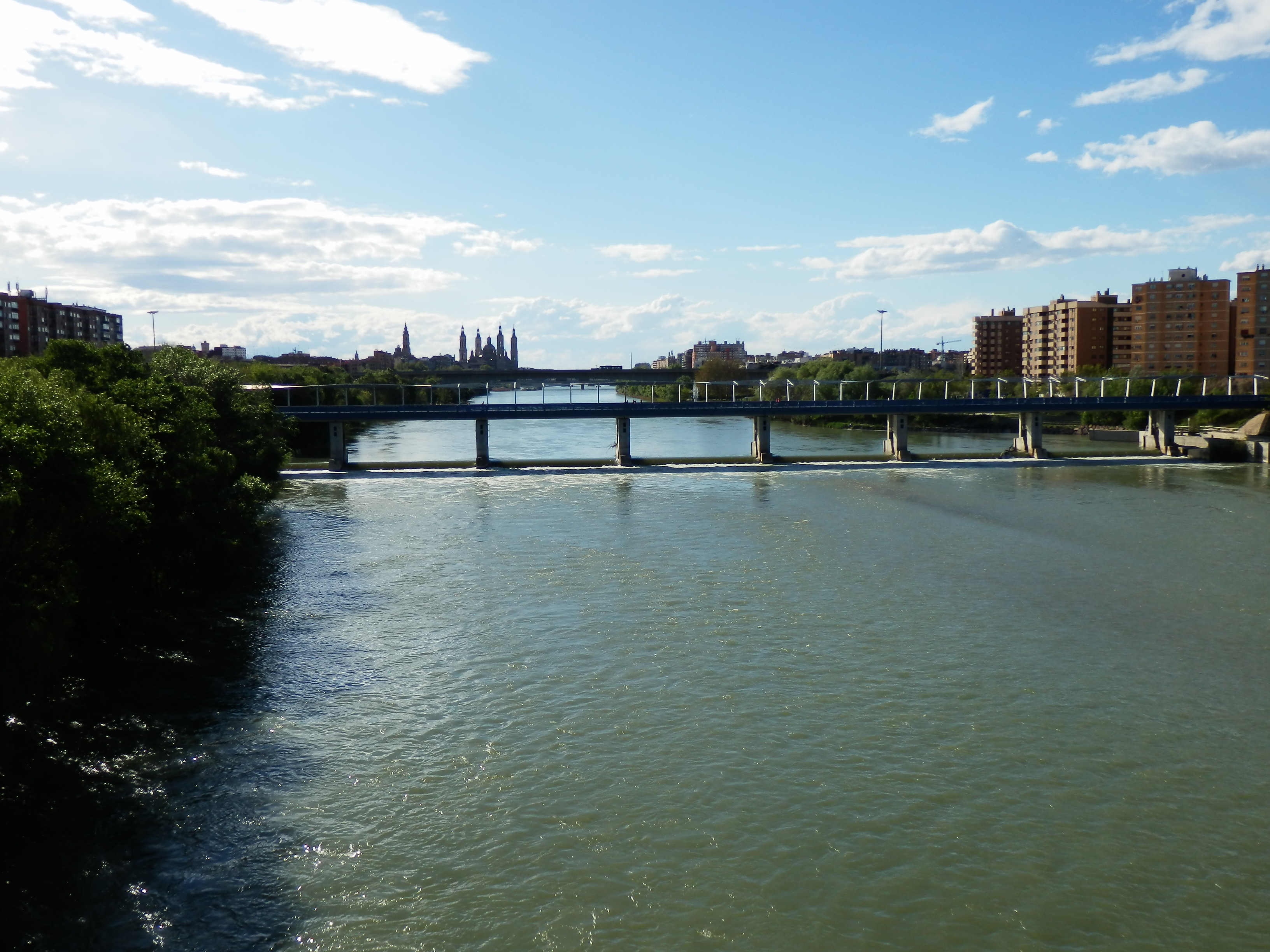
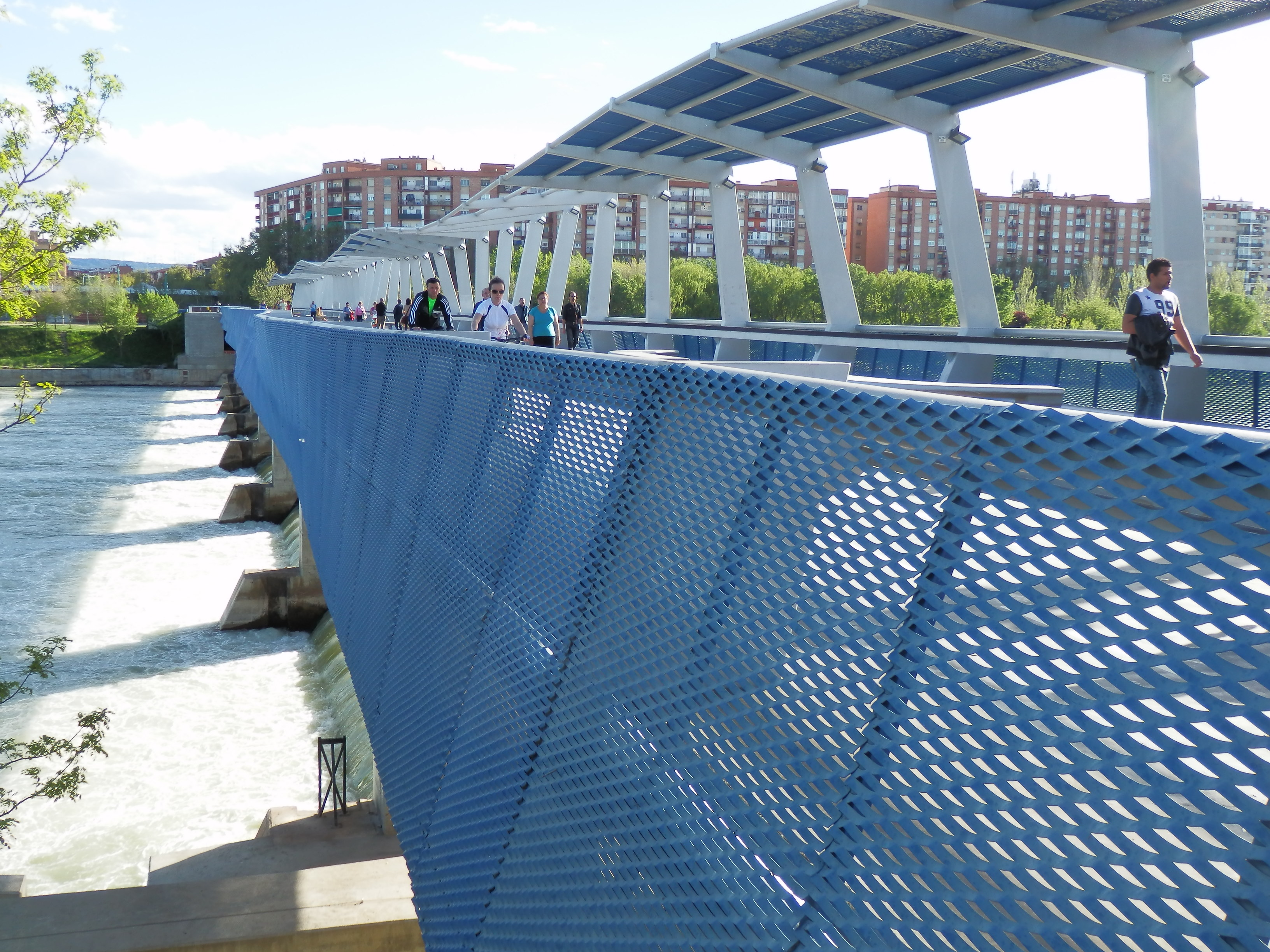
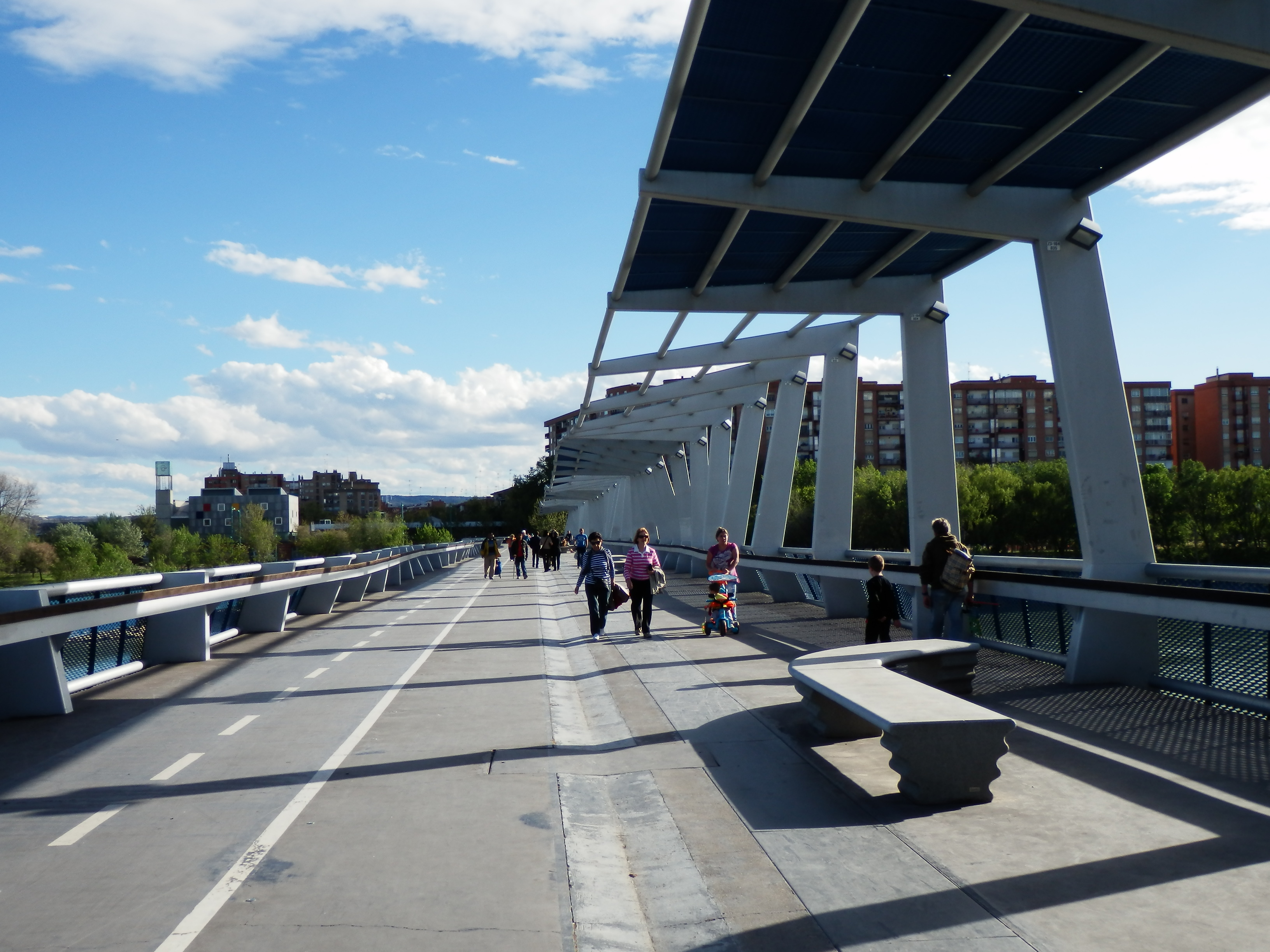
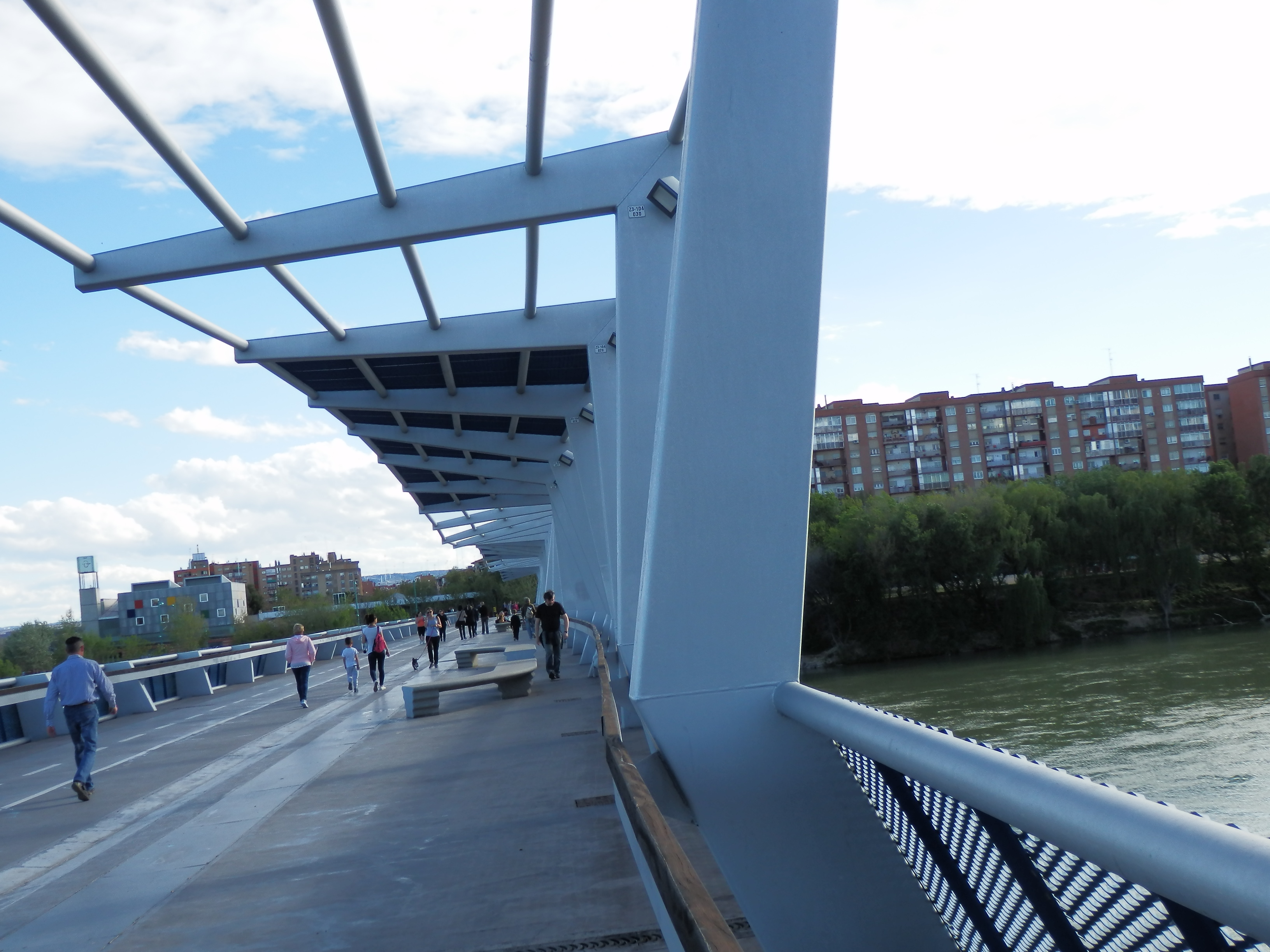